# Samé Diomgoma
Samé Diomgoma è un comune rurale del Mali facente parte del circondario di Kayes, nella regione omonima.